# Skizoo
Skizoo ist eine spanische Post-Grunge-Band, die 2005 von Jorge Escobedo, einem ehemaligen Gitarristen der Band Sôber, nach der Auflösung dieser Band gegründet wurde.

## Geschichte
Weitere Mitglieder sind Sänger Morti, Antonio Bernadini, der zuvor ebenfalls für Sôber Gitarre spielte, Schlagzeuger Dani Pérez und Bassist Daniel Criado. Letzterer verließ die Band kurz nach der Veröffentlichung des Debütalbums Skizoo wieder. Nachfolger am Bass wurde Edu Fernandez.
2007 veröffentlichte Skizoo das zweite Album Incerteza, 2008 das dritte Album Tres (3). Daneben veröffentlichte die Band 7 Promotion-Musikvideos für diese Alben.

## Diskografie

### Studioalben
| Jahr | Titel     | Höchstplatzierung, Gesamtwochen, AuszeichnungChartsChartplatzierungen (Jahr, Titel, Platzierungen, Wochen, Auszeichnungen, Anmerkungen) | Anmerkungen |
| Jahr | Titel     | ES | Anmerkungen |
| ---- | --------- | --- | ----------- |
| 2005 | Skizoo    | ES22 (6 Wo.)ES |             |
| 2007 | Incerteza | ES22 (4 Wo.)ES |             |
| 2008 | Skizoo 3  | ES24 (4 Wo.)ES |             |

### Singles
| Jahr | Titel Album              | Höchstplatzierung, Gesamtwochen, AuszeichnungChartsChartplatzierungen (Jahr, Titel, Album, Platzierungen, Wochen, Auszeichnungen, Anmerkungen) | Anmerkungen |
| Jahr | Titel Album              | ES | Anmerkungen |
| ---- | ------------------------ | --- | ----------- |
| 2005 | Renuncia al sol Skizoo   | ES1 (12 Wo.)ES |             |
| 2005 | Habrá que olvidar Skizoo | ES2 (8 Wo.)ES |             |

Weitere Singles
- Arriésgate
- Dame Aire
- Algún Día
- Incerteza
- Skizoofrenetico